# Pachygnatha procincta
Pachygnatha procincta là một loài nhện trong họ Tetragnathidae.
Loài này thuộc chi Pachygnatha. Pachygnatha procincta được miêu tả năm 1994 bởi Bosmans & Bosselaers.